# Alpinia rufa
Alpinia rufa là một loài thực vật có hoa trong họ Gừng. Loài này được (C.Presl) Náves mô tả khoa học đầu tiên năm 1880.